# Simfonia núm. 4 (Mozart)
La Simfonia núm. 4 en re major, K. 19, de Wolfgang Amadeus Mozart fou composta a Londres durant el gran viatge de la família Mozart per Europa l'any 1765, quan Mozart tenia 9 anys.
Encara que no ha sobreviscut el manuscrit original, existeixen una sèrie de parts escrites per la mà del seu pare, Leopold Mozart, que es conserven en la Bayerische Staatsbibliothek de Múnic. Actualment, se sap que les simfonies primerenques del jove Mozart foren interpretades en concerts públics al Little Haymarket Theatre de Londres. És possible que algunes d'aquestes obres s'escriguessin per algun d'aquests concerts.
L'obra està escrita per a dos oboès, dues trompes i corda. Consta de tres moviments, disposats segons l'esquema habitual del període clàssic primerenc: ràpid-lent-ràpid. Són els següents:
1. Allegro, en compàs 4/4
2. Andante, en compàs 2/4
3. Presto, en compàs 3/8